# Agnieszka Katsuko Sasagawa
Agnieszka Katsuko Sasagawa, właśc. Agnes Katsuko Sasagawa, również siostra Sasagawa (jap. シスター笹川) (ur. 28 maja 1931, zm. 15 sierpnia 2024) – japońska zakonnica i wizjonerka, która była świadkiem objawień maryjnych w Akicie w Japonii w latach 1973–1981.

## Życiorys
Urodziła się w rodzinie buddyjskiej jako wcześniak i od dzieciństwa miała poważne problemy zdrowotne. W wieku 19 lat została sparaliżowana podczas nieudanej operacji. Przez kolejnych 16 lat przeszła wiele bezskutecznych zabiegów operacyjnych w różnych szpitalach. W klinice w Myōkō spotkała katolicką pielęgniarkę, której przykład skłonił Katsuko do przyjęcia chrztu. Następnie Katsuko wstąpiła do Zakonu Niepokalanego Serca Maryi w Nagasaki przyjmując imię zakonne Agnieszka. W 1969 na zaproszenie biskupa Johna Shojiro Ito przeniosła się do Zakonu Służebnic Eucharystii, gdzie m.in. uczyła katechizmu. Na początku 1973 całkowicie straciła słuch.
W maju 1973 przeniosła się do klasztoru Służebnic Eucharystii w Akita. Tam w okresie od 12 czerwca 1973 do 15 września 1981 była świadkiem wielu objawień podczas których Matka Boża miała przekazać jej swoje polecenia oraz obietnicę uzdrowienia. Uważana za cudowną drewniana figura Matki Bożej z Akita, która jakoby wówczas mówiła, krwawiła i płakała, jest do dzisiaj obiektem kultu w klasztorze. Siostra Agnieszka otrzymała stygmat na dłoni, miała też wizje aniołów, przekazujących jej m.in. treść modlitwy, która potem okazała się identyczna z modlitwą przekazaną podczas objawień fatimskich.
Biskup Shojiro Ito w kwietniu 1984 ogłosił oficjalnie, że objawienia w Akita były nadprzyrodzone oraz zezwolił na lokalny kult Matki Bożej z Akita w diecezji Niigaty. W 2013 papież Franciszek wybrał sanktuarium w Akicie, jako jedno z dziesięciu na całym świecie, do specjalnego włączenia się w ogólnoświatowe czuwanie modlitewne związane z Rokiem Wiary.